# Salvatierra de los Barros
Salvatierra de los Barros è un comune spagnolo di 1 896 abitanti situato nella comunità autonoma dell'Estremadura.